# Elmis maugetii
Elmis maugetii is een keversoort uit de familie beekkevers (Elmidae). De wetenschappelijke naam van de soort werd in 1802 gepubliceerd door Latreille.